# ليكوريس ريكويل (أنمي)
ليكوريس ريكويل (باليابانية: リコリス・リコイル، بالروماجي: Rikorisu Rikoiru) مسلسل أنمي تلفزيوني ياباني غير مقتبس، من إنتاج مجموعة (سبايدر ليلي)(أ) وتأليف أساورا، وتنفيذ ستوديو أيه-1 بكتشرز، عُرض الأنمي بين يوليو وسبتمبر 2022.

## القصة
تبدأ بشخصية تاكينا إينوي، طالبة ثانوية تعمل في منظمة DA(ب) كعضوة في فرقة من القتلة والجواسيس المعروفة تعرف باسم ليكوريس، تعمل على تعقب وإستهداف الإرهابيين في طوكيو، لكن بسبب عصيانها الأوامر في إحدى العمليات تتعرض إلى عقوبة ويتم نقلها لتعمل تحت إمرة ليكوريس أخرى محترفة تدعى تشيساتو نيشيكيغي التي تدير عملها في مقهى يدعى ليكوريكو، في البداية تستاء تاكينا من طبيعة تشيساتو المتساهلة في إخضاع خصومها دون قتلهم لكن تبدأ بالتعلم كيفية التواصل مع شريكتها الجديدة على أمل إعادتها إلى فرقتها السابقة في المنظمة.

## الشخصيات

### مقهى ليكو-ريكو
تشيساتو نيشيكيغي (錦木千束، Nishikigi Chisato)
أداء صوتي: تشيكا أنزاي
ليكوريس تعمل بشكل مستقل بمقهى ليكوريكو، بالرغم من شخصيتها المتحررة يقال بأنها أقوى ليكوريس على الإطلاق، تستمتع بحل مشكلات الناس التي لن تتعامل معها منظمة DA، تستخدم في مهامها مسدس برصاص مطاطي وتعالج من يصاب من الأعداء، لديها قدرة بالتنبؤ بمسار الرصاصات الموجهة لها وتفاديها ما يسمح لها بمواجهة العدو مباشرةً.
تاكينا إنويه (井ノ上たきな، Inoue Takina)
أداء صوتي: شيون واكاياما
ليكوريس محترفة تم نقلها إلى مقهى ليكوريكو بعد أن قامت بعصيان الأوامر خلال إحدى المهام، شخصيتها واقعية وتكره الفشل، غير راضية عن تشيساتو وأداءها التي تتصرف بحرية، تريد الحصول على تقييم جيد أثناء أداءها وظيفتها في مقهى ليكوريكو لتثبت أنها تستحق العودة إلى منظمة DA.
ميزوكي ناكاهارا (中原 ミズキ، Nakahara Mizuki)
أداء صوتي: آمي كوشيميزو
من عضوة سابقة في قسم الإستخبارات في منظمة DA، تعمل مع تشيساتو منذ وقت قويل وتساعدها في تحديد مهامها، بسبب رغبتها اليائسة في الزواج، تولت الوظيفة في المقهى على أمل مقابلة شخص مميز لها، من روتينها اليومي الشرب مساءًا اثناء قراءة مجلات الزفاف.
كورومي (クルミ، Kurumi)
أداء صوتي: ميساكي كونو
تعرف باسم وهمي «جوز»، وهي هاكر محترفة تهرب بعد أن يتم تدمير مقر إقامتها من قبل هاكر اخر يسمي نفسه «روبوتا»، بعد عملية قتل زائفة لشخصية الجوز، تبدأ بالعيش في مقهى ليكوريكو لتدقيم خدمات لهم مقابل حمايتها.
ميكا (ミカ، Mika)
أداء صوتي: كوسكي ساكاكي
مدير مقهى ليكوريكو الذي يجمع بعمله بين الأسلوبين الياباني التقليدي والغربي، يعتني بموظفيه مثيري المتاعب، وبمثابة الأب لهم، عضو سابق في منظمة DA ترك العمل فيها مع تشيساتو، بصره يضعف مع تقدمه بالعمر.

### منظمة دايركت أتاك
فوكي هاروكاوا (春川 フキ، Harukawa Fuki)
أداء صوتي: ماكي كاواسي
ليكوريس من الدرجة الأولى وقائدة فريق تاكينا السابق ترى نفسها كمنافسة لتشيساتو وتطمح للتغلب عليها، مستاءة من تاكينا بسبب مخالفتها لتعليماتها.
ساكورا أوتومي (乙女 サクラ، Otome Sakura)
أداء صوتي: ماكوتو كويتشي
ليكوريس من الدرجة الثانية إنضمت إلى فريق فوكي كبديلة عن تاكينا المفصولة.
كسونوكي (楠木، Kusunoki)
أداء صوتي: يوكو سومي
قائدة منظمة DA التي تشرف على كافة عمليات المنظمة، مع ذلك فهي تقدم أولوية حماية سمعة وصورة الوكالة بأي ثمن حتى لو عنى ذلك تضحيتها بليكوريس مثل تاكينا.

### معهد آلان
شينجي يوشيماتسو (吉松 シンジ، Yoshimatsu Shinji)
أداء صوتي: يوجي أويدا
عضو بارز في معهد آلان يساهم بتوظيف المخترقين للتجسس على منظمة DA، بالإضافة إلى تنظيم صفقات لبيع أسلحة في السوق السوداء، يعمل على إنقاذ الأطفال أصحاب المواهب مثل تشيساتو وماجيما ليحولهم إلى أسلحة بشرية فتاكة.
ماجيما (真島، Majima)
أداء صوتي: يوشيتسوغو ماتسوؤكا
أحد أطفال معهد آلان لكن بخلاف تشيساتو فهو تطور ليصبح إرهابي، يرى نفسه كسلاح بشري ويعمل على إعادة التوازن بين الجريمة والنظام في المجتمع، هو المسؤول عن تدمير برج الإذاعة القديم والهجوم على ميترو الأنفاق.
روبوتا (ロボ太، Robota)
أداء صوتي: يوكي ساكاكيهارا
مخترق يرتدي على الدوام قناع على شكل رأس روبوت، يعمل إلى جانب ماجيما ضد منظمة DA.

## وسائط المشروع

### أنمي
أعلن في ديسمبر من عام 2021 عن إنتاج أنمي تلفزيوني أصلي (غير مقتبس) في أستوديو أيه-1 بكتشرز وإخراج شينغو أداتشي، القصة الأصلية من تأليف «أساورا»، تصميم الشخصيات من قبل «إميغيمورو»، وألحان الموسيقى شوهي موتسوكي، بدأ عرض الأنمي على المحطات اليابانية (طوكيو إم-إكس،جي تي في، جي واي تي [الإنجليزية]، بي-إس 11) يوم 2 يوليو وإنتهى في 24 سبتمبر 2022 متكونًا من 13 حلقة، أغنية مقدمة الأنمي بعنوان (حي؛Alive) من أداء فرقة كلاريس [الإنجليزية]، بينما أغنية النهاية (برج الزهور؛花の塔) من أداء سايوري.
تم ترخيص الأنمي خارج آسيا من قبل أنيبلكس أمريكا [الإنجليزية]، وعرض على كرنتشيرول بدبلجة إنجليزية، في جنوب شرق أسيا تم ترخيص الأنمي «لشبكات إعلام بلاس أسيا» والتي ستقوم ببثه على منصة أنيبلاس آسيا [الإنجليزية].

#### قائمة الحلقات
| ر. الإجمالي | العنوان               | العنوان الأصلي              | المخرج           | الكاتب                    | لوحة قصصية                  | تاريخ العرض الأصلي |
| ----------- | --------------------- | --------------------------- | ---------------- | ------------------------- | --------------------------- | ------------------ |
| 1           | «من السهل فعله»       | Easy does it                | يوسكي شيباتا     | شينغو أداتشي [الإنجليزية] | شينغو أداتشي                | 2 يوليو 2022       |
| 2           | «الأكثر والأكثر مرحًا» | The more the merrier        | توموهيسا أونوؤي  | شينغو أداتشي              | تاكاهيرو ميورا              | 9 يوليو 2022       |
| 3           | «تهور أكثر، سرعة أقل» | More haste, less speed      | يوسكي ماروياما   | داي هازي-ياما             | شينغو أداتشي يوسكي ماروياما | 16 يوليو 2022      |
| 4           | «لن تجد ما لم تبحث»   | Nothing seek, nothing find  | تيتسويا تاكيوتشي | يوسكي كانباياشي           | تيتسويا تاكيوتشي            | 23 يوليو 2022      |
| 5           | «الأبعد أفضل»         | So far, so good             | أكيكو سيكي       | تاكاهيرو شيكاما           | تاكاهيرو شيكاما             | 30 يوليو 2022      |
| 6           | «هجوم مضاد»           | Opposites attract           | تاكاشي ساكوما    | تاكاهيرو شيكاما           | تاكاهيرو شيكاما             | 6 أغسطس 2022       |
| 7           | «وقت الإخبار»         | Time will tell              | يوسكي شيباتا     | داي هازي-ياما             | يوسكي شيباتا                | 13 أغسطس 2022      |
| 8           | «يوم آخر، دولار آخر»  | Another day, another dollar | كاكوشي إفوكو     | يوسكي كانباياشي           | كاغيتسو أيزاوا              | 20 أغسطس 2022      |
| 9           | «ما حدث قد حدث»       | What's done is done         | يوسكي ماروياما   | يوسكي كانباياشي           | أتسوشي أوتسكي               | 27 أغسطس 2022      |
| 10          | «كافئ الشر بالشر»     | Repay evil with evil        | توموهيسا أونوؤي  | داي هازي-ياما             | شينغو أداتشي توموهيكو إيتوه | 3 سبتمبر 2022      |
| 11          | «الماس يقطع الماس»    | Diamond cut diamond         | أكيكو سيكي       | يوسكي كانباياشي           | غويتشي إيواهاتا             | 10 سبتمبر 2022     |
| 12          | «الطبع ضد التطبع»     | Nature versus nurture       | يوسكي شيباتا     | يوسكي كانباياشي           | كاغيتسو أيزاوا              | 17 سبتمبر 2022     |
| 13 (أخيرة)  | «إرتداد الليكوريس»    | Recoil of Lycoris           | يوسكي ماروياما   | يوسكي كانباياشي           | شينغو أداتشي                | 24 سبتمبر 2022     |

### مانغا
سيتم إطلاق سلسلة مانغا مبنية على الأنمي إبتداءً من 5 سبتمبر 2022، من قبل المانغاكا «ياسونوري بيزين» في مجلة فلابر كوميك الشهرية [الإنجليزية] الصادرة عن دار نشر ميديا فاكتوري.

### رواية خفيفة
تم إطلاق رواية خفيفة بعنوان (ليكوريس ريكويل: أيام رتيبة؛ Lycoris Recoil: Ordinary Days) من قبل «أساورا» يوم 9 سبتمبر 2022 ضمن علامة دينغيكي بونكو [الإنجليزية] المطبوعة من قبل شركة النشر آسكي ميديا وركس.
| م. | العنوان                                                     | تاريخ الإصدار الياباني | ردمك الياباني          |
| -- | ----------------------------------------------------------- | ---------------------- | ---------------------- |
| 1  | ليكوريس ريكويل: أيام رتيبة リコリス・リコイル Ordinary days | 9 سبتمبر 2022          | ISBN 978-4-04-914618-9 |

## الإستقبال
حصل الأنمي على المركز الأول في تصويت «أنمي كورنر لصيف 2022» الأسبوعي لثلاث أسابيع متتالية منذ بدء عرضه.

## هامش
- أ: (سبايدر ليلي) مجموعة متكونة من عدة شركات هي (شركة كادوكاوا، دينتسو للترفيه، أنيبلكس).
- ب: اسم المنظمة DA إختصارًا لـ(Direct Attack؛ هجوم مباشر).

## طالع أيضًا
- بيتش بوي ريفرسايد
- شرطية في الحجرة
- رجل المنشار
- الأنمي في 2021

## روابط خارجية
- الموقع الرسمي للأنمي (باليابانية)
- الموقع الرسمي للأنمي (بالإنجليزية)
- ليكوريس ريكويل (انمي) في شبكة أخبار الأنمي